# 1894 w muzyce
Wydarzenia muzyczne w 1894 roku.

## Wydarzenia
- 1 stycznia – w Bostonie odbyło się prawykonanie „Kwartetu smyczkowego nr 12” op. 96 Antonína Dvořáka[1][2][3]
- 7 stycznia – w paryskim Théâtre du Châtelet miało miejsce prawykonanie „Havanaise” op. 83 Camille’a Saint-Saënsa[1][2][4]
- 12 stycznia – w nowojorskiej Carnegie Hall miało miejsce prawykonanie „Kwintetu smyczkowego nr 3” op. 97 Antonína Dvořáka[1][2][5]
- 22 stycznia – w Sankt Petersburgu odbyła się premiera IV symfonii op. 48 Aleksandra Głazunowa[1][2][6]
- 29 stycznia – w bostońskim Tremont Theatre miała miejsce premiera opery Tabasco George’a Whitefielda Chadwicka[1][2][7]
- 31 stycznia – odbyło się prawykonanie „7 Morceaux de salon” op. 10 Siergieja Rachmaninowa[1][2]
- 3 lutego – w londyńskiej St James’s Hall miało miejsce prawykonanie „6 irlandzkich fantazji na skrzypce i fortepian” op. 54 Charlesa Villiersa Stanforda[1][2]
- 10 lutego – w Brnie odbyła się premiera opery Początek romansu JW 1/3 Leoša Janáčka[1][2]
- 12 lutego
  - w Moskwie odbyło się prawykonanie „Trio élégiaque No.2 in D minor” op. 9 Siergieja Rachmaninowa[1][2]
  - w bostońskiej Chickering Hall miało miejsce prawykonanie „Kwartetu smyczkowego” op. 32 Arthura Foote[1][2][8]
- 13 lutego – w londyńskiej Prince’s Hall miało miejsce prawykonanie „Kwartetu smyczkowego nr 2” op. 45 Charlesa Villiersa Stanforda[1][2][9]
- 14 lutego – w Berlinie odbyło się prawykonanie „Trio fortepianowego nr 1” op. 2 Maxa Regera[1][2]
- 20 lutego – w praskim Neues Deutschestheater miała miejsce premiera opery Moses op. 112 Antona Rubinsteina[1][2]
- 23 lutego – w Sankt Petersburgu odbyło się prawykonanie „Sonaty fortepianowej nr 1” op. 6 Aleksandra Skriabina[1][2]

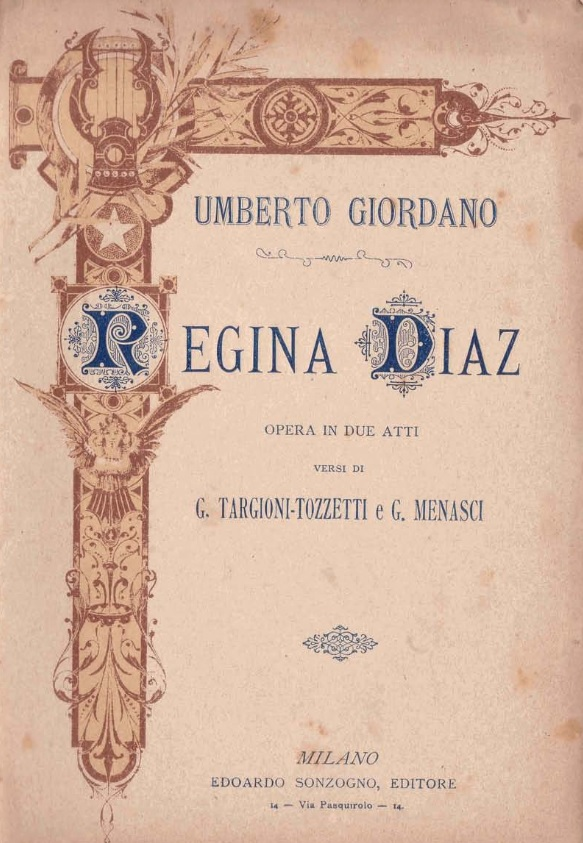
Strona tytułowa libretta opery Regina Diaz Umberto Giordano

- 5 marca – w neapolitańskim Teatro Mercadante miała miejsce premiera opery Regina Diaz Umberto Giordano[1][2]
- 7 marca – w londyńskiej St James’s Hall miało miejsce prawykonanie skompletowanych „6 Klavierstücke” op. 118 oraz „4 Klavierstücke” op. 119[10] Johannesa Brahmsa[1][2]
- 8 marca – w Monte Carlo odbyła się premiera opery Hulda Césara Francka[1][2]
- 9 marca – w Nowym Jorku odbyło się prawykonanie „Koncertu wiolonczelowego nr 2” op. 30 Victora Herberta[1][2]
- 10 marca – w Helskinkach odbyło się prawykonanie „2 utworów na skrzypce i fortepian” op. 2 Jeana Sibeliusa[1][2]
- 14 marca – w Kopenhadze odbyła się premiera I symfonii op. 7 Carla Nielsena[1][2][11]
- 16 marca – w paryskiej Opéra Garnier odbyła się premiera opery Thaïs Julesa Masseneta[1][2][12]
- 1 kwietnia – w Moskwie odbyło się prawykonanie poematu symfonicznego „The Rock” op. 7 Siergieja Rachmaninowa[1][2]
- 8 kwietnia – w Grazu odbyła się premiera V symfonii WAB 105 Antona Brucknera[1][2][13]
- 9 kwietnia – w Katedrze w Worcesterze miało miejsce prawykonanie „Sursum Corda” op. 11 Edwarda Elgara[1][2][14]
- 10 kwietnia – w Kopenhadze odbyło się prawykonanie melodramatu „Snefrid” FS 17 Carla Nielsena[1][2]
- 12 kwietnia – w paryskiej École nationale supérieure des beaux-arts miało miejsce prawykonanie „Hymne à Apollon” Gabriela Fauré[1][2][15]
- 25 kwietnia – w Hamburgu odbyło się prawykonanie pieśni „Mit vierzig Jahren ist der Berg erstiegen” op. 94 nr 1 Johannesa Brahmsa[1][2]
- 8 maja – w paryskim Théâtre national de l’Opéra-Comique odbyła się premiera opery Portret Manon Julesa Masseneta[1][2][16]
- 10 maja – w Weimarze odbyła się premiera opery Guntram op. 25, pierwszej w dorobku Richarda Straussa[1][2][17]
- 28 maja – w Hamburgu odbyło się prawykonanie pieśni „Däm’rung senkte sich von oben” op. 59 nr 1 Johannesa Brahmsa[1][2]
- 21 czerwca – w Vaasa odbyło się prawykonanie poematu symfonicznego „Spring Song” op. 16 Jeana Sibeliusa[1][2]
- 29 czerwca – w londyńskiej St James’s Hall odbyło się prawykonanie suity „Lady Radnor’s Suite” Aleksandra Głazunowa[1][2]
- 13 lipca – w Sankt Petersburgu odbyło się prawykonanie „Walca koncertowego nr 2” op. 51 Aleksandra Głazunowa[1][2]
- 3 października – w Birmingham odbyła się premiera opery King Saul Huberta Parry’ego[1][2][18]
- 12 października – w Theater an der Wien miała miejsce premiera operetki Jabuka Johanna Straussa (syna)[1][2]
- 14 października – w Wiener Musikverein odbyło się prawykonanie walca „Ich bin dir gut!” op. 455 oraz marsza „Zivio!” op. 456 Johanna Straussa (syna)[1][2]
- 19 października – w bostońskiej Music Hall miała miejsce premiera III symfonii George’a Whitefielda Chadwicka[1][2][19]
- 26 października – w madryckim Teatro Apolo miała miejsce premiera zarzueli San Antonio de la Florida Isaaca Albéniza[1][2]
- 20 listopada – na nowojorskim Broadwayu miała miejsce premiera operetki Prince Ananias Victora Herberta[1][2][20]
- 21 listopada – w Paryżu odbyło się prawykonanie „Antigone” Camille’a Saint-Saënsa[1][2]
- 30 listopada – w chicagowskim Auditorium Theatre miała miejsce premiera Koncertu wiolonczelowego op. 33 Arthura Foote[1][2][21]
- 12 grudnia – w londyńskim Savoy Theatre miała miejsce premiera operetki The Chieftain Arthura Sullivana[1][2][22]
- 17 grudnia – w Sankt Petersburgu odbyła się premiera suity Scènes de ballet op. 52 Aleksandra Głazunowa[1][2]
- 22 grudnia – w paryskiej Salle d’Harcourt miało miejsce prawykonanie poematu symfonicznego „Prélude à l’après-midi d’un faune” Claude’a Debussy[1][2][23]

## Urodzili się
- 20 stycznia – Walter Piston, amerykański kompozytor muzyki poważnej (zm. 1976)
- 24 stycznia – Kazimierz Kanaś, polski kompozytor, organista, kapelmistrz wojskowy, major Wojska Polskiego (zm. 1980)
- 1 lutego – James P. Johnson, amerykański pianista jazzowy (zm. 1955)
- 7 lutego – Leonia Gradstein, polska pisarka, tłumaczka, muzykolog (zm. 1984)
- 14 lutego – Karol Hławiczka, polski pianista, organista, pedagog, historyk muzyki, chopinolog, kompozytor, dyrygent (zm. 1976)
- 15 lutego – Faustyn Kulczycki, polski kompozytor, dyrygent i pedagog (zm. 1960)
- 26 lutego – Franciszka Platówna-Rotter, polska śpiewaczka operowa (sopran dramatyczny) (zm. 1974)
- 11 marca – Franz Sauer, austriacki organista i pedagog muzyczny (zm. 1962)
- 22 marca – Tadeusz Ochlewski, polski skrzypek, pedagog i wydawca muzyczny (zm. 1975)
- 26 marca – Viorica Ursuleac, rumuńska śpiewaczka operowa (sopran) (zm. 1985)
- 7 kwietnia – Artur Tur, polski poeta, autor piosenek i tekstów kabaretowych (zm. 1968)
- 15 kwietnia – Bessie Smith, amerykańska pieśniarka bluesowa (zm. 1937)
- 27 kwietnia – Nicolas Slonimsky, amerykański muzykolog i kompozytor pochodzenia rosyjskiego (zm. 1995)
- 7 maja – Riley Puckett, amerykański muzyk country (zm. 1946)
- 8 maja – Fred Sym, polsko-austriacki muzyk, kompozytor muzyki poważnej i aktor (zm. 1973)
- 10 maja – Dimitri Tiomkin, amerykański kompozytor i pianista pochodzenia żydowskiego (zm. 1979)
- 11 maja – Martha Graham, amerykańska tancerka, choreograf i pedagog (zm. 1991)
- 15 maja – Feliks Wrobel, polski kompozytor, teolog i pedagog (zm. 1954)
- 20 maja – Ewa Bandrowska-Turska, polska śpiewaczka operowa (sopran) i pedagog (zm. 1979)
- 4 czerwca – La Bolduc, kanadyjska piosenkarka (zm. 1941)
- 6 czerwca – Sabin Drăgoi, rumuński kompozytor i etnomuzykolog (zm. 1968)
- 8 czerwca – Erwin Schulhoff, czeski kompozytor i pianista (zm. 1942)
- 10 czerwca – Pavel Bořkovec, czeski kompozytor muzyki poważnej (zm. 1972)
- 15 czerwca – Robert Russell Bennett, amerykański kompozytor, dyrygent i aranżer (zm. 1981)
- 1 lipca – Bernard Heinze, australijski dyrygent (zm. 1982)
- 13 lipca – Kazimierz Jurdziński, polski kompozytor, organista i pedagog (zm. 1960)
- 18 lipca – Bernard Wagenaar, amerykański kompozytor pochodzenia holenderskiego (zm. 1971)
- 25 lipca – Krešimir Baranović, chorwacki kompozytor, dyrygent i pedagog (zm. 1975)
- 11 sierpnia – Marie Goossens, brytyjska harfistka (zm. 1991)
- 13 sierpnia – Leonid Połowinkin, rosyjski kompozytor muzyki filmowej (zm. 1949)
- 14 sierpnia – Edmund Meisel, niemiecki kompozytor i dyrygent (zm. 1930)
- 16 sierpnia – Stanisław Mierczyński, polski etnograf muzyczny, kompozytor, skrzypek, taternik (zm. 1952)
- 28 sierpnia – Karl Böhm, austriacki dyrygent (zm. 1981)
- 8 września – Willem Pijper, holenderski kompozytor, krytyk muzyczny i wykładowca muzyki (zm. 1947)
- 12 września – Artur Pereira, brazylijski kompozytor (zm. 1946)
- 22 września
  - Hieronim Feicht, polski muzykolog, pedagog muzyczny i kompozytor (zm. 1967)
  - Elisabeth Rethberg, niemiecka śpiewaczka operowa (sopran) (zm. 1976)
- 29 września – Franco Capuana, włoski dyrygent (zm. 1969)
- 30 września – Stanisław Nawrocki, polski kompozytor i pianista (zm. 1950)
- 2 października – Zygmunt Dygat, polski pianista (zm. 1977)
- 17 października – Władysław Anczyc, polski przedsiębiorca, filolog, muzykolog, pianista, geolog oraz taternik, kapitan Wojska Polskiego (zm. 1940)
- 30 października – Peter Warlock, brytyjski kompozytor i krytyk muzyczny (zm. 1930)
- 6 listopada – Stanisław Paszke, dyrygent, kompozytor, nauczyciel muzyki, kapitan kapelmistrz Wojska Polskiego (zm. 1974)
- 13 listopada – Bennie Moten, amerykański pianista jazzowy, leader zespołu (zm. 1935)
- 15 listopada – Felix Greissle, austriacki dyrygent, pedagog i redaktor muzyczny (zm. 1982)
- 17 grudnia – Arthur Fiedler, amerykański dyrygent (zm. 1979)
- 19 grudnia – Paul Dessau, niemiecki kompozytor i dyrygent (zm. 1979)
- 22 grudnia – Mihail Andricu, rumuński kompozytor (zm. 1974)

## Zmarli
- 21 stycznia – Guillaume Lekeu, belgijski kompozytor (ur. 1870)
- 4 lutego
  - Louis Lewandowski, niemiecki kompozytor i kantor (ur. 1821)
  - Adolphe Sax, belgijski budowniczy instrumentów muzycznych, konstruktor saksofonu (ur. 1814)
- 11 lutego – Emilio Arrieta, hiszpański kompozytor (ur. 1823)
- 12 lutego – Hans von Bülow, niemiecki dyrygent, wirtuoz pianista i kompozytor okresu romantyzmu (ur. 1830)
- 19 lutego – Francisco Asenjo Barbieri, hiszpański kompozytor, dyrygent i muzykolog (ur. 1823)
- 24 marca – Robert Prescott Stewart, irlandzki kompozytor, organista, dyrygent i pedagog (ur. 1825)
- 5 czerwca
  - Marcelina Czartoryska, polska pianistka, działaczka społeczna i mecenas muzyki (ur. 1817)
  - Immanuel Faisst, niemiecki kompozytor, pianista, organista, dyrygent chóralny i pedagog (ur. 1823)
- 23 czerwca – Marietta Alboni, włoska śpiewaczka operowa (kontralt) (ur. 1826)
- 9 lipca – Juventino Rosas, meksykański kompozytor oraz skrzypek (ur. 1868)
- 13 września – Emmanuel Chabrier, francuski kompozytor (ur. 1841)
- 27 października – Alfons Czibulka, węgierski pianista, kompozytor, dyrygent i kapelmistrz (ur. 1842)
- 20 listopada – Anton Rubinstein, rosyjski pianista, kompozytor i dyrygent (ur. 1829)
- 8 grudnia – Jan Krzeptowski, polski góral, honorowy przewodnik tatrzański, muzykant, myśliwy, gawędziarz i pieśniarz (ur. 1809)

## Muzyka poważna

### Kompozycje
- Claude Debussy – Preludium do „Popołudnia fauna”